# Temelucha subsignata
Temelucha subsignata är en stekelart som beskrevs av Kolarov 1989. Temelucha subsignata ingår i släktet Temelucha och familjen brokparasitsteklar. Inga underarter finns listade i Catalogue of Life.